# Rhytidospora
Rhytidospora är ett släkte av svampar. Rhytidospora ingår i familjen Ceratostomataceae, ordningen Melanosporales, klassen Sordariomycetes, divisionen sporsäcksvampar och riket svampar.
|              | Microthecium                              |
|              |                                           |
|              | Sphaerodes                                |
|              |                                           |
|              | Sphaeroderma                              |
|              |                                           |
|              | Melanospora                               |
|              |                                           |
|              | Ceratostoma                               |
|              |                                           |
|              | Gonatobotrys                              |
|              |                                           |
|              | Vittatispora                              |
|              |                                           |
|              | Syspastospora                             |
|              |                                           |
| Rhytidospora | \| \| Rhytidospora tetraspora \| \| \| \| |
|              | \| \| Rhytidospora tetraspora \| \| \| \| |
|              | Pteridiosperma                            |
|              |                                           |
|              | Harzia                                    |
|              |                                           |
|              | Proteophiala                              |
|              |                                           |
|              | Erostrotheca                              |
|              |                                           |
|              | Gibsonia                                  |
|              |                                           |
|              | Persiciospora                             |
|              |                                           |
|              | Pustulipora                               |
|              |                                           |
|              | Arxiomyces                                |
|              |                                           |
|              | Rhytidospora tetraspora                   |
|              |                                           |

|  | Rhytidospora tetraspora |
|  |                         |